# Hôtel des Zorn de Bulach
L'hôtel des Zorn de Bulach est un monument historique situé à Strasbourg, dans le département français du Bas-Rhin.

## Localisation
Ce bâtiment est situé au 120 Grand'Rue à Strasbourg.

## Historique
Cet hôtel particulier bâti dans la première moitié du XVIe siècle a appartenu en 1526 à l'Ammeister de Strasbourg Daniel Müeg. Puis, cette demeure aristocratique a appartenu successivement à de grandes familles nobles, dont la famille de Dietrich (acquisition en 1681 par Jean-Nicolas Dietrich, banquier et fils de l'ammeister Dominique Dietrich), puis à la famille Zuckmantel de Brumath, et dès 1786 au stettmeister François-Louis-Materne Zorn de Bulach qui le restaure. L'hôtel particulier a conservé son nom depuis cette époque. L'édifice reste aujourd'hui une propriété privée.
L'édifice fait l'objet d'une inscription au titre des monuments historiques depuis 1929.
Une librairie ouverte en 1984 occupe le rez-de-chaussée.

## Architecture
La façade sur la Grand'Rue présente un grand oriel carré sculpté sur deux étages surmonté d'une toiture pyramidale. 
À gauche, une porte cochère à intrados sculpté débouche via un passage ouvert au public vers une cour où sont visibles une tourelle d’angle abritant un escalier à vis et des portes de style gothique tardif, une porte moulurée est datée de 1540.
La façade et la toiture sur rue, le bâtiment sur cour avec tourelle d'escalier à vis sont protégés au titre des monuments historiques.